# Frauenplan (Weimar)

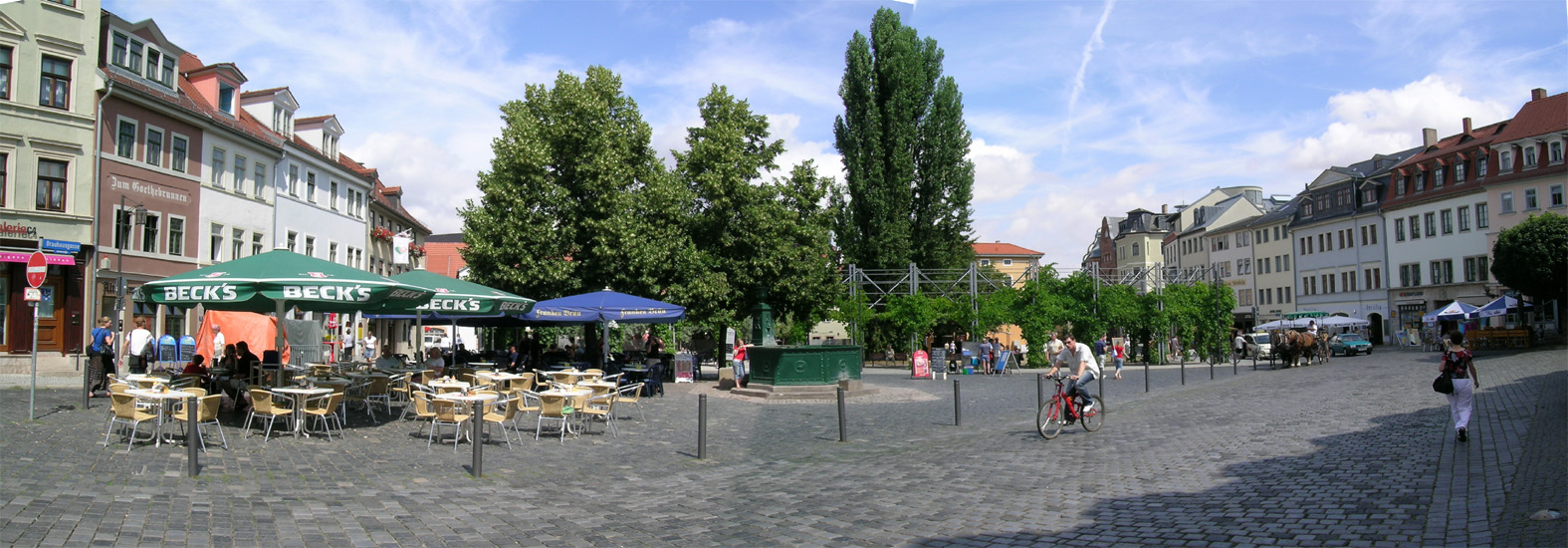
Frauenplan in Weimar mit Blick auf den Goethebrunnen

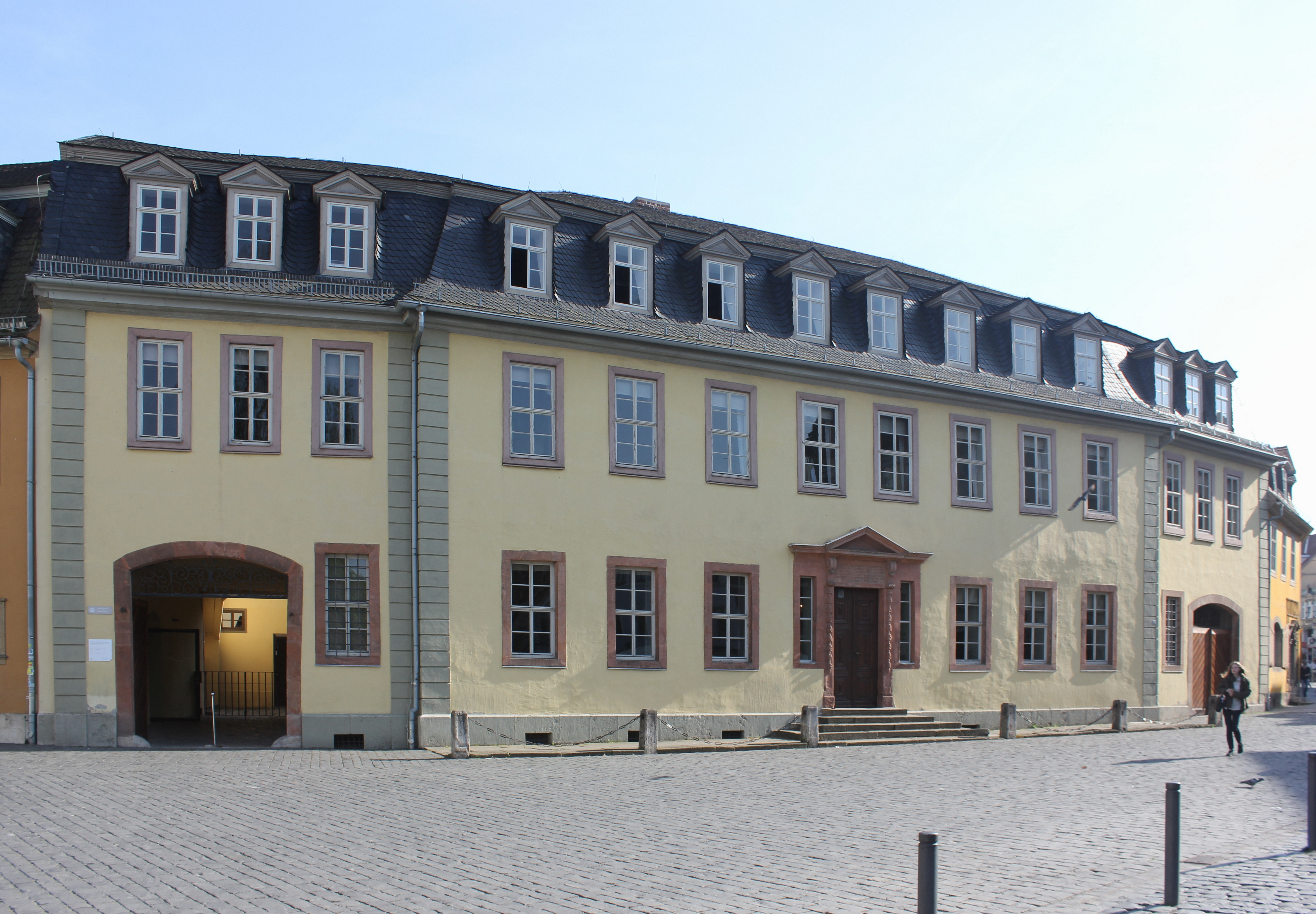
Goethes Wohnhaus am Frauenplan (Vorderhaus). Der mittlere Eingang, früher der Haupteingang, ist aus konservatorischen und Sicherheitsgründen für die Öffentlichkeit geschlossen. Heutiger Museumszugang: ganz links am Bildrand (zugleich der zum Goethe-Nationalmuseum). Die beiden Tore links und rechts des früheren Haupteingangs gestatteten Goethe eine Durchfahrt mit seiner Kutsche in den Wirtschaftstrakt zu Stallungen und Kutschenremise.

Der Frauenplan ist ein Platz in der Altstadt von Weimar. Er ist besonders durch Goethes Wohnhaus bekannt.

## Lage
Die von ihm abgehende Frauentorstraße kreuzt die Puschkinstraße und die Schillerstraße und führt schließlich zum Markt beginnend rechtsseitig mit dem Haus Frauentorstraße 1. Der Frauenplan gehört zur einstigen Frauenvorstadt. Zugang zur befestigten Innenstadt war möglich über das Frauentor, wonach die Frauentorstraße benannt ist.

## Geschichte
Ein Teilbereich von Goethes Wohnhaus ist das von Clemens Wenzeslaus Coudray entworfene Torhaus am Frauenplan, das auf die frühere Marienkirche (Frauenkirche) zurückgeht. Nachrichten davon gibt es seit dem 14. Jahrhundert. Bei den Luftangriffen auf Weimar wurde auch das Goethehaus schwer beschädigt. Zu erwähnen ist auch die Brauhausgasse mit dem Wohnhaus von Johann Peter Eckermann.
Auf dem Platz befindet sich zudem der Goethebrunnen, der ebenfalls von Coudray entworfen wurde. An Goethes Wohnhaus vorbei in Richtung Ackerwand mit dem bekannten Haus der Frau von Stein befindet sich die Seifengasse. Gegenüber von Goethes Wohnhaus befindet sich das Gasthaus Zum weißen Schwan. In der Frauentorstraße 21 ist eine Gedenktafel angebracht für den einstigen Bewohner Friedrich Schiller. Von 1853 bis 1916 hieß der Frauenplan Goetheplatz. Einen Goetheplatz gibt es in Weimar auch weiter, doch ist der der einstige Schweinsmarkt gewesen, wo sich heute die Hauptpost befindet. Gegenüber dem Bereich der sogenannten Vulpius-Häuser, benannt nach Christiane Vulpius, und dem Torhaus am Frauenplan 6 befindet sich das Hansa-Haus und das dem gegenüberliegende Bernstorffsche Haus.
Unweit des Goethebrunnens befindet sich eine Pergola und der Versunkene Riese, den der Bildhauer Walter Sachs schuf. Die Pergola wiederum verweist auf das einstige Gebäude hin, dass am Frauenplan den Krieg, wenn auch beschädigt, überstand und den Verlauf des einstigen Kaufhaus Lämmerhirt andeutet. Anstelle der völlig zerstörten Häuser wurde 1961 eine Grünanlage angelegt, wo das Geschäftshaus als störend angesehen wurde. Das hatte die Hausnummer Frauenplan 19. Die 2001 installierte Pergola auf Stahlrohren mit Drahtgespann hat eine Höhe 5,5 m, was die Traufhöhe der damaligen Bebauung des 19. Jahrhunderts andeutet.
Unweit von diesem geht es in die Brauhausgasse, wo sich das einstige Wohnhaus von Johann Peter Eckermann befindet. Dem gegenüber befindet sich ein Hotel mit dem Namen Hotel Erbenhof.

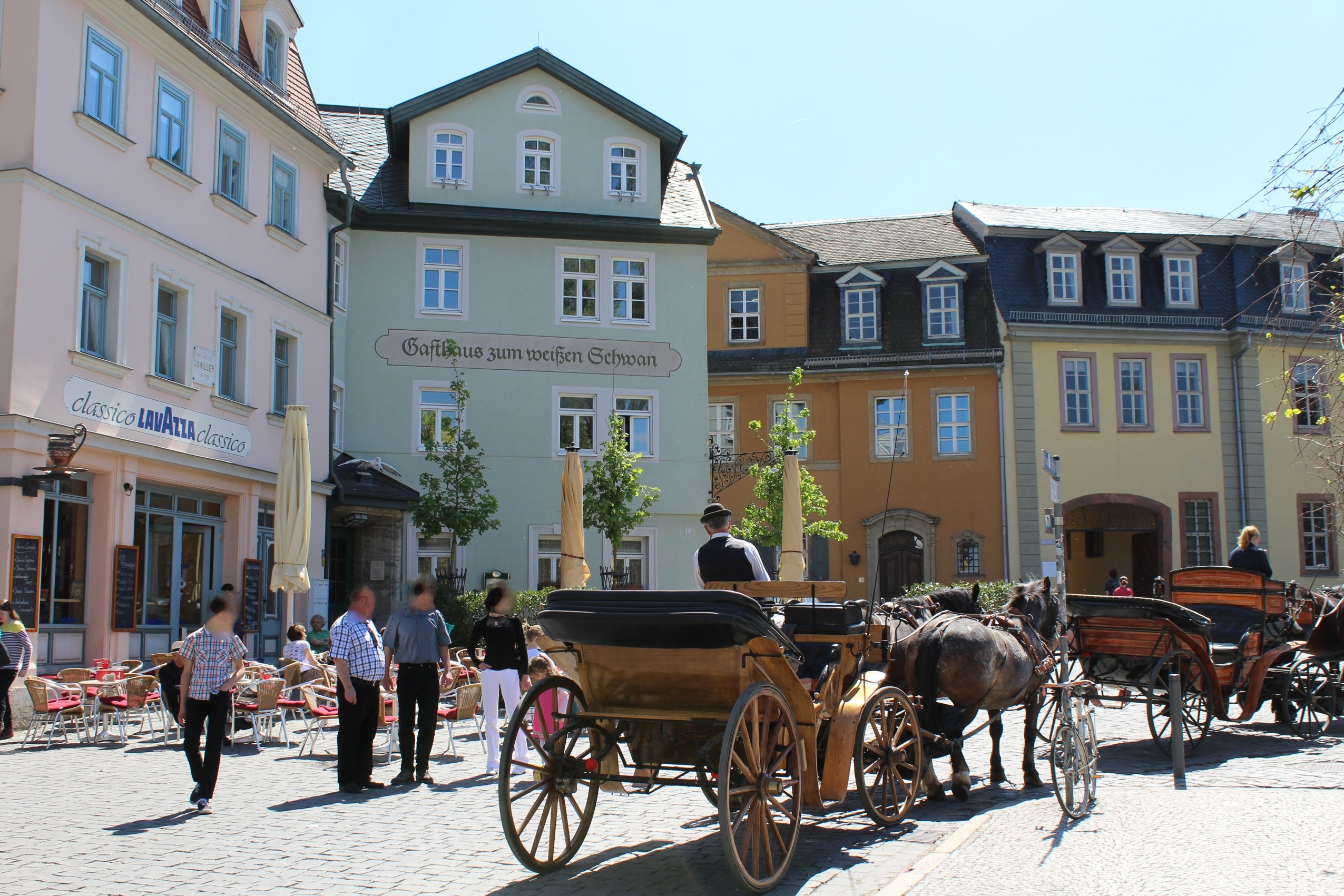
Fiaker auf dem Frauenplan

Als eine Attraktion ist hier der Weimarer Zwiebelmarkt zu nennen, der jährlich im Oktober stattfindet. Eine weitere ist hier auch der Treffpunkt für die Fiaker, die die Besucher Weimars mit deren Sehenswürdigkeiten und ihrer Geschichte vertraut machen.
Der gesamte Bereich steht auf der Liste der Kulturdenkmale in Weimar.